# Fäkalkollektor

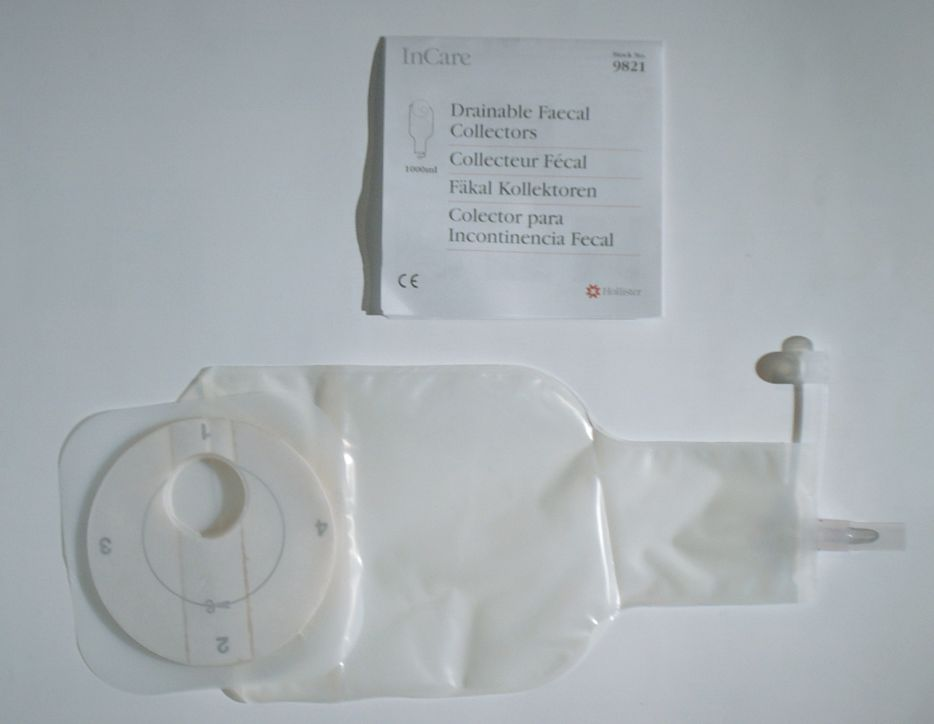
Fäkalkollektor für immobile Patienten

Der Fäkalkollektor ist ein Hilfsmittel zum Aufsammeln von Stuhl bei Stuhlinkontinenz und kann sowohl bei Erwachsenen, als auch bei Kindern verwendet werden. Den Fäkalkollektor gibt es in verschiedenen Größen, welcher dadurch an die jeweilige Situation angepasst werden kann. Er wird direkt am Darmausgang angeklebt, wodurch ein hygienisches und geruchloses Aufsammeln des Stuhls bei bettlägerigen und immobilen Pflegebedürftigen gewährleistet ist.

## Aufbau
Der Fäkalkollektor ist ein System, das direkt am After angeklebt wird. Er besteht aus einer Art Plastiksack, in dem der Stuhl gesammelt wird. Die Folie ist mehrlagig ausgeführt, wodurch zuverlässig ein Austreten von Gerüchen verhindert wird. Zur Ableitung von flüssigem Stuhl befindet sich am unteren Ende ein Schlauchanschluss. Der Fäkalkollektor selbst wird in verschiedenen Größen mit einem Volumen von 500 ml bis 1000 ml angeboten. Da sich dieses Ableitungssystem direkt am After befindet, ist eine Geruchsbelästigung der Umgebung fast völlig ausgeschlossen. Am oberen Ende des Fäkalkollektors befindet sich eine kleine Öffnung, über welche ein entstehender Überdruck durch einen Kohlefilter entweichen kann, damit sich der Beutel nicht aufbläht. Über diese Öffnung kann auch ein Thermometer in den After zur Messung der Körpertemperatur eingeführt werden, ohne dass der Fäkalkollektor entfernt werden muss.

## Anwendung
Vor der Anwendung wird der Hautzustand des Pflegebedürftigen durch die Pflegekraft überprüft und die entsprechenden Materialien werden bereitgelegt. Ein Aufklärungsgespräch über den Sinn und Zweck dieser Maßnahme soll dem Patienten die Angst nehmen. Auch Kindern soll diese Maßnahme erklärt werden, sofern sie es ihrem Entwicklungsstand entsprechend verstehen können. Die Intimsphäre des Patienten ist zu wahren, daher sollte die Anlage des Fäkalkollektors nicht im Kranken- oder Bewohnerzimmer erfolgen, wenn andere Patienten, Bewohner oder Unbeteiligte zusehen könnten.
Vor der Anwendung des Fäkalkollektors wird der Intimbereich gereinigt und gut abgetrocknet. Dabei sollen keine fetthaltigen Hautreinigungsmittel verwendet werden, da dadurch die Haftfähigkeit des Fäkalkollektors beeinträchtigt werden kann. Die Behaarung im perianalen Bereich sollte möglichst dicht an der Hautoberfläche entfernt werden, da diese die Haftfähigkeit des Hautklebers mindern.
Der Pflegebedürftige nimmt nun eine Seitenlage ein, wobei das obere Knie in Richtung Brust gezogen wird. Danach wird der Fäkalkollektor aus der Verpackung genommen und das Schutzpapier entfernt. Die Öffnung der Hautschutzfläche kann bei Bedarf mit einer Verbandschere vergrößert werden. Die Platte der Hautschutzfläche soll zur Hälfte gefaltet zwischen den auseinander gedrückten Gesäßhälften platziert werden. Die schmalste Stelle der runden Öffnung wird zwischen Anus und Vagina (Damm) beziehungsweise zwischen Anus und Scrotum (Damm) geklebt, der obere Teil der Hautschutzfläche liegt dabei auf dem Steißbein und wird dort verklebt. Die andere Hälfte der Hautschutzfläche wird gegen die obere Gesäßhälfte gedrückt, dabei stellt die Pflegekraft sicher, dass die Hautschutzfläche fest auf der Haut haftet. Damit ist die Anlage des Fäkalkollektors abgeschlossen.
Zur Entleerung des Fäkalkollektors wird der Gepflegte in eine Seitenlage gebracht, ein Steckbecken unter dem Abfluss platziert und der Beutel durch Öffnen der Verschlusskappe entleert. Bei festem Beutelinhalt (Stuhl) wird das untere Ende des Beutels abgeschnitten und Beutel ausgestriffen. Anschließend wird der Kollektor entweder mit der Kappe oder einer Klammer verschlossen. Zur Dauerableitung kann der Fäkalkollektor auch mit einer Auffangvorrichtung am Bett über einen Schlauch verbunden werden.

## Nachteile
Der entscheidende Nachteil des Fäkalkollektors ist aber, dass er nur bei liegenden beziehungsweise immobilen Pflegebedürftigen verwendet werden kann, die Haupteinsatzgebiete sind daher die Alten- und Pflegeheime. Für mobile Stuhlinkontinente kann nur mit den anderen Hilfsmitteln wie zum Beispiel Inkontinenzslips, Analtampons oder der Irrigation geholfen werden. Der Grund dafür liegt in der Konstruktion des Fäkalkollektors. Da er direkt am After angeklebt wird, ist er bei mobilen Patienten erstens unangenehm zu tragen und zweitens wird durch die ständige Körperbewegung die Klebefläche extrem belastet, so dass keine zuverlässige Klebeverbindung besteht und es zu Undichtigkeiten kommen kann.
Von den Kosten her betrachtet, bietet der Fäkalkollektor keinen Vorteil gegenüber anderen Hilfsmitteln wie etwa dem Analtampon, der Windelversorgung oder der Irrigation. Der einzige Vorteil liegt wie bei den Analtampons oder der Irrigation in der geringeren Hautirritation, da die Haut nicht ständig mit dem Stuhl, wie es bei der Windelversorgung geschieht, in Berührung kommt.